# Dieter Reicher
Dieter Reicher (* 26. Mai 1971 in Graz) ist ein österreichischer Soziologe.

## Leben
Reicher studierte in Graz und in Edinburgh und promovierte im Jahr 2000 mit der Arbeit Staatenbildung und Todesstrafe. Eine soziologische Untersuchung zur Entwicklung der Todesstrafe in England und Österreich. 1999 gründete er das Unternehmen Scan für Markt- und Meinungsforschung. Danach arbeitete Reicher als Wissenschaftlicher Assistent am Institut für Soziologie in Graz und am Institut für Wirtschaftssoziologie der Universität Wien. Im September 2004 fungierte  er als „Junior Visiting Professor“ am New York City College.  Seit 2008 ist Dieter Reicher Assistenzprofessor am Institut für Soziologie an der Karl-Franzens-Universität Graz. Dieter Reicher ist Redaktionsmitglied der Österreichischen Zeitschrift für Soziologie (ÖZS).
Seine Forschungsschwerpunkte sind Soziologie des Strafens, Staatsbildungsprozesse, Sportsoziologie, Musiksoziologie, historische Soziologie, sowie Soziologie der Internationalen Beziehungen. Weitere Forschungsschwerpunkte Reichers sind soziologische Aspekte der Werbesprache in der Geschichte der frühen Zeitungswerbung und die Buchkultur in der Zeit der Habsburger Monarchie.
Für seine Dissertation erhielt Dieter Reicher im Jahre 2001 den Alpen-Adria-Wissenschaftspreis.

## Schriften
Sachbücher
- Außensichten auf die Universitäten der Künste. Arge KunstCurriculum, Wien 2001, ISBN 3-9501467-0-9.
- Staat, Schafott und Schuldgefühl. Was Staatsaufbau und Todesstrafe miteinander zu tun haben. Verlag für Sozialwissenschaften, Opladen 2003, ISBN 3-8100-3831-8. (Figurationen. Band 5)
- mit Jürgen Fleiss, Franz Höllinger (Hrsg.): Musikszenen und Lebenswelten. Empirische Beiträge zur Musiksoziologie. Institut für Musiksoziologie, Universität für Musik und Darstellende Kunst, Wien 2008, ISBN 978-3-9501301-6-4. (Extempore. 7)

Sachbuchbeiträge
- mit Helmut Kuzmics: Zur Soziologie früher Zeitungswerbung. Überlegungen zur Inseratenwerbung am Beispiel des Pester Lloyd (1854–1930). In: Norbert Bachleitner (Hrsg.): Zur Medialisierung gesellschaftlicher Kommunikation in Österreich und Ungarn. Lit, Wien 2007 (= Finno-Ugrian Studies in Austria; 4), ISBN 3-8258-0500-X, S. 279ff.